# Sphecomyia nasica
Sphecomyia nasica är en tvåvingeart som beskrevs av Osburn 1908. Sphecomyia nasica ingår i släktet tajgablomflugor, och familjen blomflugor. Inga underarter finns listade i Catalogue of Life.